# Assimetria (ética populacional)
A assimetria, também conhecida como a assimetria da procriação, é uma ideia na ética populacional de que existe uma assimetria moral ou evaluativa entre trazer à existência indivíduos com uma vida boa ou má. Ela foi discutida pela primeira vez por Jan Narveson em 1967, e Jeff McMahan cunhou o termo "a Assimetria" em 1981. McMahan formula a Assimetria da seguinte forma: "enquanto o fato de que a vida de uma pessoa seria pior do que ela não ter nascido... constitui uma forte razão moral para não trazê-la à existência, o fato de que a vida de uma pessoa valeria a pena ser vivida, não fornece nenhum (ou apenas um relativamente fraco) motivo moral para trazê-la à existência." O professor Nils Holtug formula a Assimetria em forma de avaliação, em termos do valor dos resultados, em vez de em termos de razões morais. A formulação de Holtug diz que "enquanto adicionar indivíduos cujas vidas seriam de valor geral negativo diminui o valor de um resultado, adicionar indivíduos cujas vidas são de um valor positivo geral não aumenta valor de um resultado".
Muito da literatura sobre a ética da procriação lida com a Assimetria. Alguns autores têm defendido a Assimetria, e outros têm argumentado contra ela.

## Leitura complementar
- McMahan, Jeff. «Asymmetries in the Morality of Causing People to Exist». In Melinda A. Roberts and David T. Wasserman, eds., Harming Future Persons. [S.l.: s.n.]